# ブエノスアイレス州
ブエノス・アイレス州（ブエノスアイレスしゅう、スペイン語: Provincia de Buenos Aires）は、アルゼンチンの州 (province)。中東部ラプラタ川河口右岸に位置する。州都はラプラタ。
その名に反し、アルゼンチン共和国の連邦首都ブエノスアイレスを含んではいない。ブエノスアイレスは単独で州と同格の「ブエノスアイレス特別区」に属す。

## 地誌
ブエノスアイレスから概ね30 - 40 kmの地域は、大ブエノスアイレス都市圏に属し、住宅・商工業施設が密集しており、ブエノス・アイレス特別区と共に首都圏を構成している。
大ブエノスアイレス都市圏以外では、パンパと呼ばれるラプラタ川河口地域の肥沃な低地を利用した農畜産業が主要な産業である。

## 隣接州
- エントレ・リオス州
- コロニア県
- ブエノスアイレス特別区
- リオネグロ州
- ラ・パンパ州
- コルドバ州
- サンタフェ州

## 下位行政区画
ブエノスアイレス州の地方行政区画は、パルティードによって構成される。各パルティードはさらにいくつかの「地区」 (localidad) に分割される。パルティードはアルゼンチンの他州の郡 (departamento) に相当し、日本における県および市の役割をあわせもった行政組織である。
なお、日本で一般的にアルゼンチンの都市の呼称として使われる「市」は、多くの場合、スペイン語で「都市」を意味する ciudad の翻訳であり、厳密な行政区画とは対応しない場合が多い。例えば「ブエノスアイレス市」は、ブエノス・アイレス特別区を、「ラヌース市」はブエノスアイレス州ラヌース・パルティード全体を、「バイア・ブランカ市」はブエノスアイレス州バイア・ブランカ・パルティード、バイア・ブランカ地区 (localidad) を指す。

### 主なパルティード
括弧内は市の中心地区。
- ラ・プラタ（ラ・プラタ） 州都
- アベジャネーダ・パルティード（アベジャネーダ）
- エセイサ (パルティード)（エセイサ）
- サン・イシドロ・パルティード（サン・イシドロ）
- キルメス・パルティード（キルメス）
- ラコスタ (パルティード)（ラ・コスタ）
- バイア・ブランカ（バイア・ブランカ）

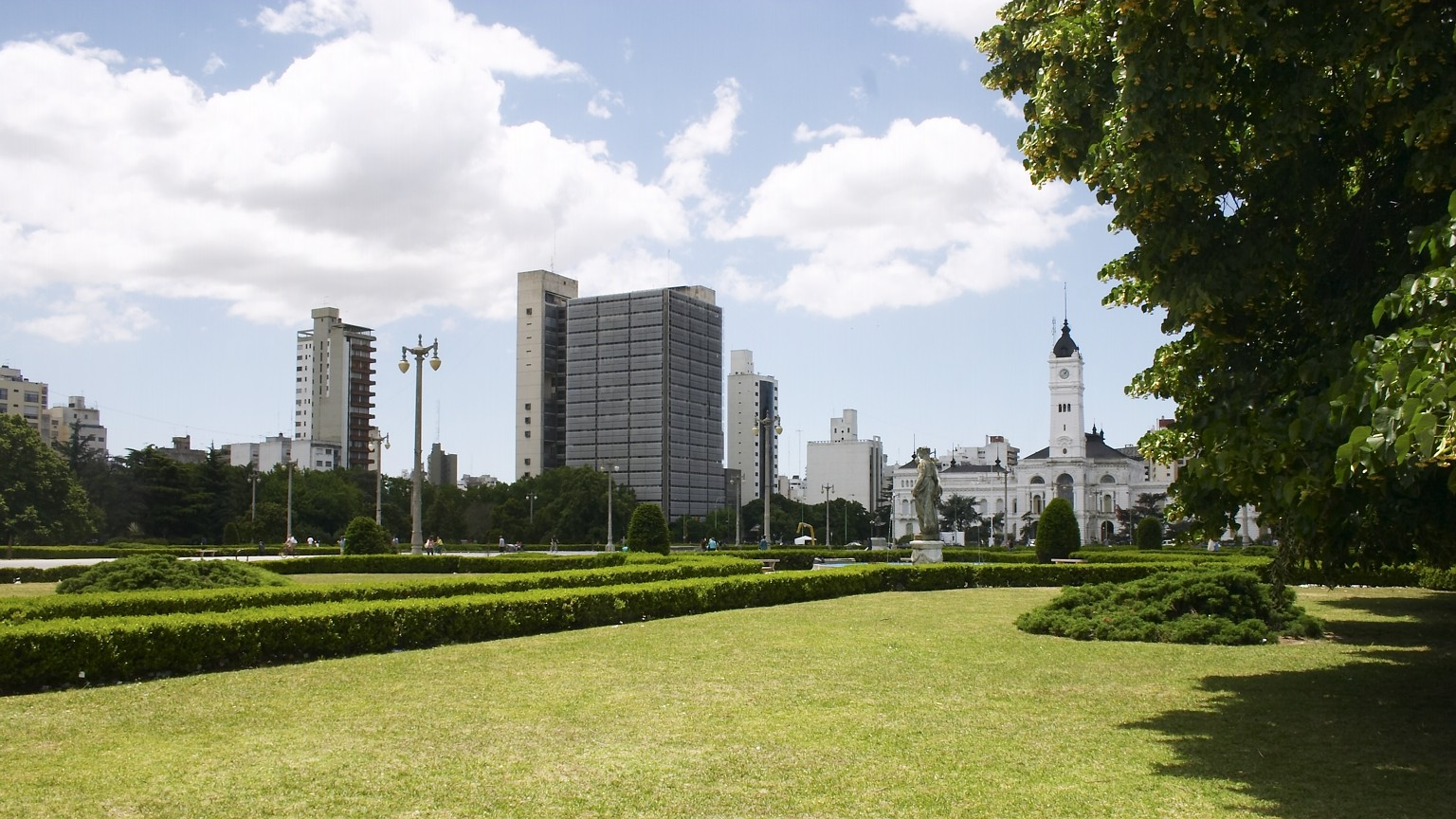
ラ・プラタ
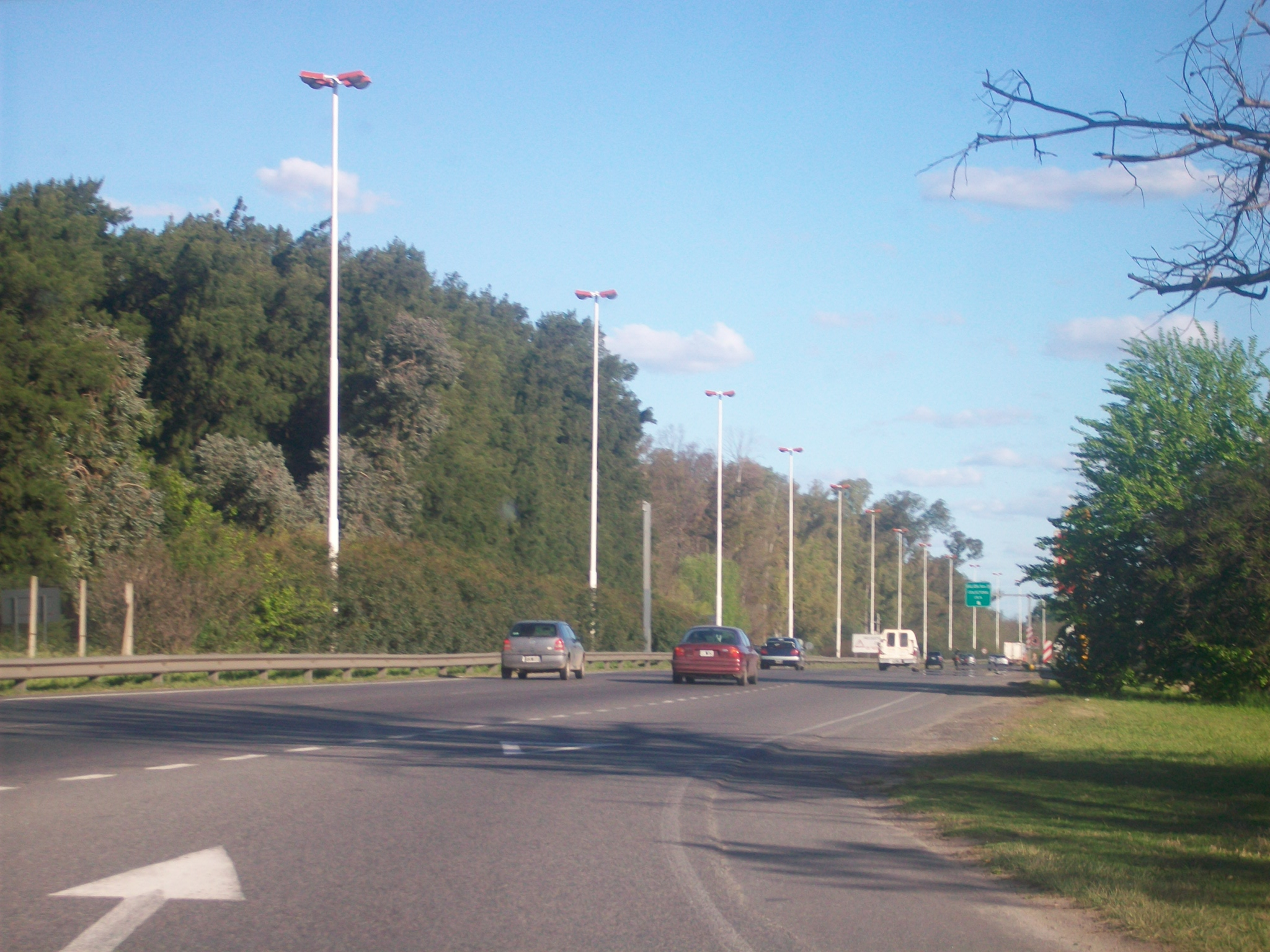
エセイサ
キルメス

## 産業

### 第二次産業
自動車産業の進出が盛んでフォード・モーター、メルセデス・ベンツ、プジョー・シトロエン、トヨタ自動車、フォルクスワーゲンなど、世界の自動車生産における主要各社が工場を置いている。